# 日産・e-NV200
e-NV200(イーエヌブイニヒャク)は、日産自動車が製造・販売を行っているライトバン並びにミニバンタイプの電気自動車である。かつて販売された日本向け車種については、2014年 - 2019年まで生産され、現在は欧州などで生産・販売を続けている。

## 概要
NV200バネットをベースにした電気自動車（EV）として誕生。日産がグローバル展開する量販EVはリーフに次いで2車種目。
公式発表を前に、2011年7月からグローバル展開で実証運行を開始し、日本国内では2011年7月に郵便事業株式会社（現・日本郵便株式会社）に2ヶ月間モニター車を貸与して神奈川県横浜市の集配業務に、2012年5月にはイオンリテールに1ヶ月間貸与し、首都圏の「イオンネットスーパー」の配達車両としてそれぞれ活用。左記の国内企業以外にも国内外のフリートユーザーにモニター車を貸与し、実地での実証運行で通じた意見を得て、開発に反映させた。
2012年1月に北米自動車ショーでコンセプトモデルを世界初公開。2014年5月に欧州で発売される予定であることが2014年のジュネーブモーターショーにて公開された。日本でも同年10月から発売される予定であることが同年6月9日に公式発表され、グレード体系や概要も公開された。日本仕様車は欧州仕様と同じバルセロナ工場で生産されたものを輸入し、追浜工場で最終的な品質チェックを行った上で出荷される。同年10月30日に追浜工場で出荷式が行われ、同日付で日本での販売が開始された。

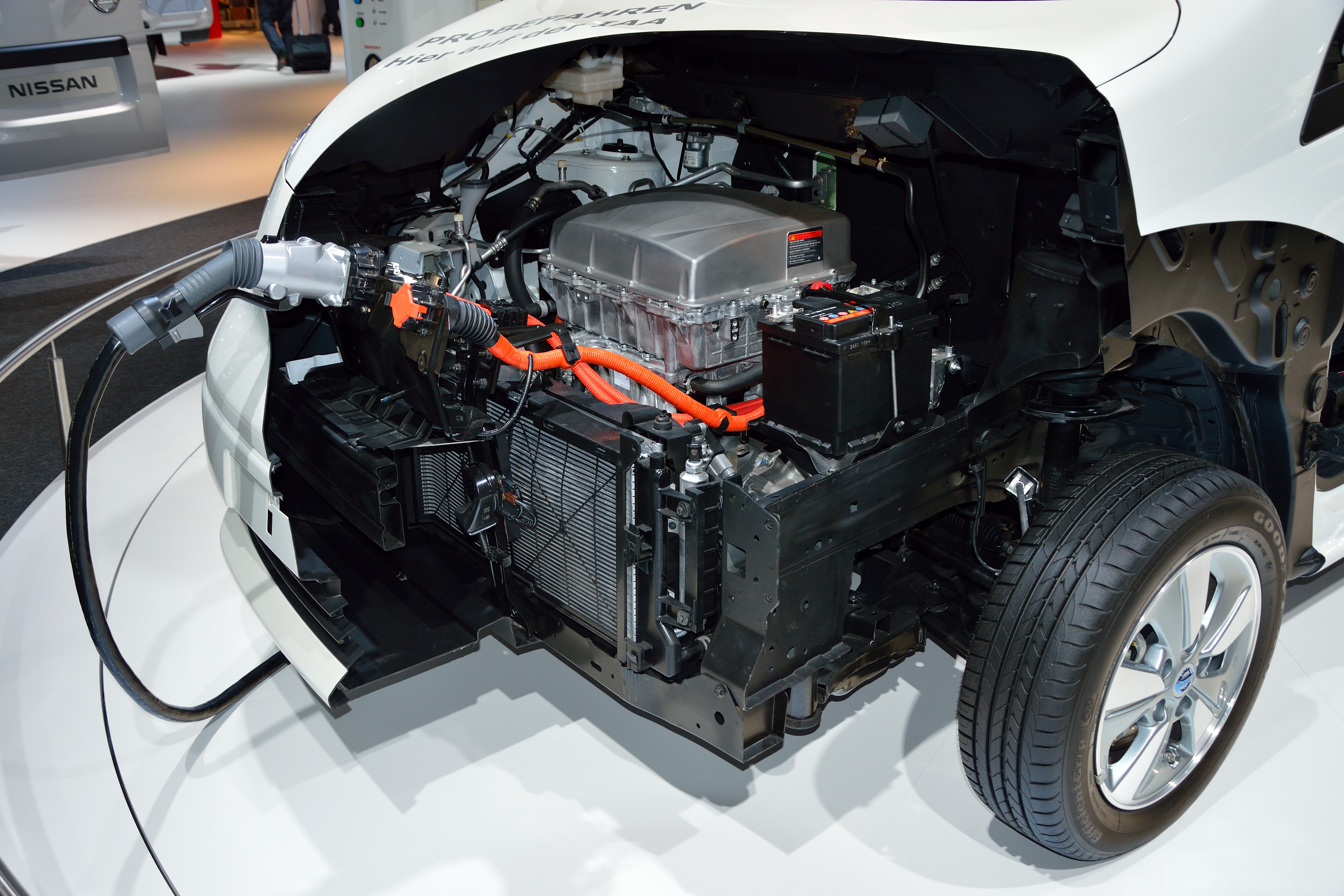
e-NV200のパワートレイン

パワートレインはリーフに用いられているものをベースに、減速比の最適化を行うなど、商用車専用のチューニングを施したe-パワートレインを採用し、ブレーキは従来のブレーキと同じペダルフィールを回生協調時でも実現する新回生協調ブレーキシステムを採用。アクセルペダルは踏み込んでいく途中にクリック感を持たせたことで過度な踏込を抑制し、電気消費を低減。また、バッテリー残量警告灯点灯後、最高速度を100km/hに制限することで不要な電力消費を抑えるエナジーセーブモードを備えており、油圧式制御ブレーキを採用することで多くの制動時に回生を可能にしたことで、満充電時で185〜190km（JC08モード）を実現した。
また、一部グレードには前席側と荷室側（助手席シート下）の2ヶ所に合計で最大1500Wの電力を取り出すことができるパワープラグ（100Vコンセント）を備えており、ビジネス利用における外出先での電源確保や屋外イベント実施時の電源提供、更には、災害時における非常用電源として活用することができる。このパワープラグは自動停止するバッテリー残量を任意で設定できるため、帰りの走行電力を気にせずに使うことができる。
バッテリーは小型化してフロアの床下に配置することでバン5人乗り仕様・2人乗車時で荷室容量3,600L、荷室フロア長1,830mmとガソリン車のNV200バネットと同等の積載能力を確保するとともに、低重心化されたことでコーナーのぐらつきやステアリング操作からの応答遅れを低減する操舵安定性も合わせて実現した。
外観はガソリン車のNV200バネットが持つスタイリッシュで機能的なデザインに日産EVのアイデンティティが体現されており、フロントは中央に特徴的な形状の充電リッドを配し、その両端からフッドに伸びるシャープなキャラクターデザインとしたほか、フロントバンパーは大きくラウンドされ、開口形状をハの字型に変更。フォグランプ周辺も特徴的な形状とした。リアコンビランプは高輝度LEDとなり、クリアブルーのインナーパネルと透明なアウターレンズを採用した。ボディカラーは新色の「リキッドブルーチタニウムパールメタリック」を含む5色を設定している。
ガソリン車のNV200バネット同様に商用登録のバンの他に乗用登録のワゴンも設定されており、グレード体系はバンは「VX」と「GX」の2グレード、ワゴンは「G」のみの設定である。バンの「GX」は「VX」の主要装備に加え、パワープラグ（AC100V/1500W、コンセント2個）を追加。また、ワゴン「G」はシグネチャーポジションランプをLED化し、電動リモコンドアミラーやドアハンドルをカラードに、セカンドシートを6:4可倒式（リクライニング付）に変更。さらに、UVカット断熱プライバシーガラス（スライドドア・リアサイド・バックドア）、EV専用カーウイングスナビゲーションシステム（地デジ内蔵）、バックビューモニター、ステアリングスイッチ（オーディオ、ハンズフリーフォン、到達予想エリア）が標準装備される。バンは「VX」・「GX」共に、ルートバン、2人乗り仕様、5人乗り仕様の3タイプを、ワゴンは5人乗り仕様と7人乗り仕様の2タイプが用意されている。
車幅が1755mmに拡大されたため、ガソリン車（バン：4ナンバー、ワゴン：5ナンバー）と異なり、バンは1ナンバー、ワゴンは3ナンバーとなる。また、「バネット」のサブネームもつかない。

## 年表

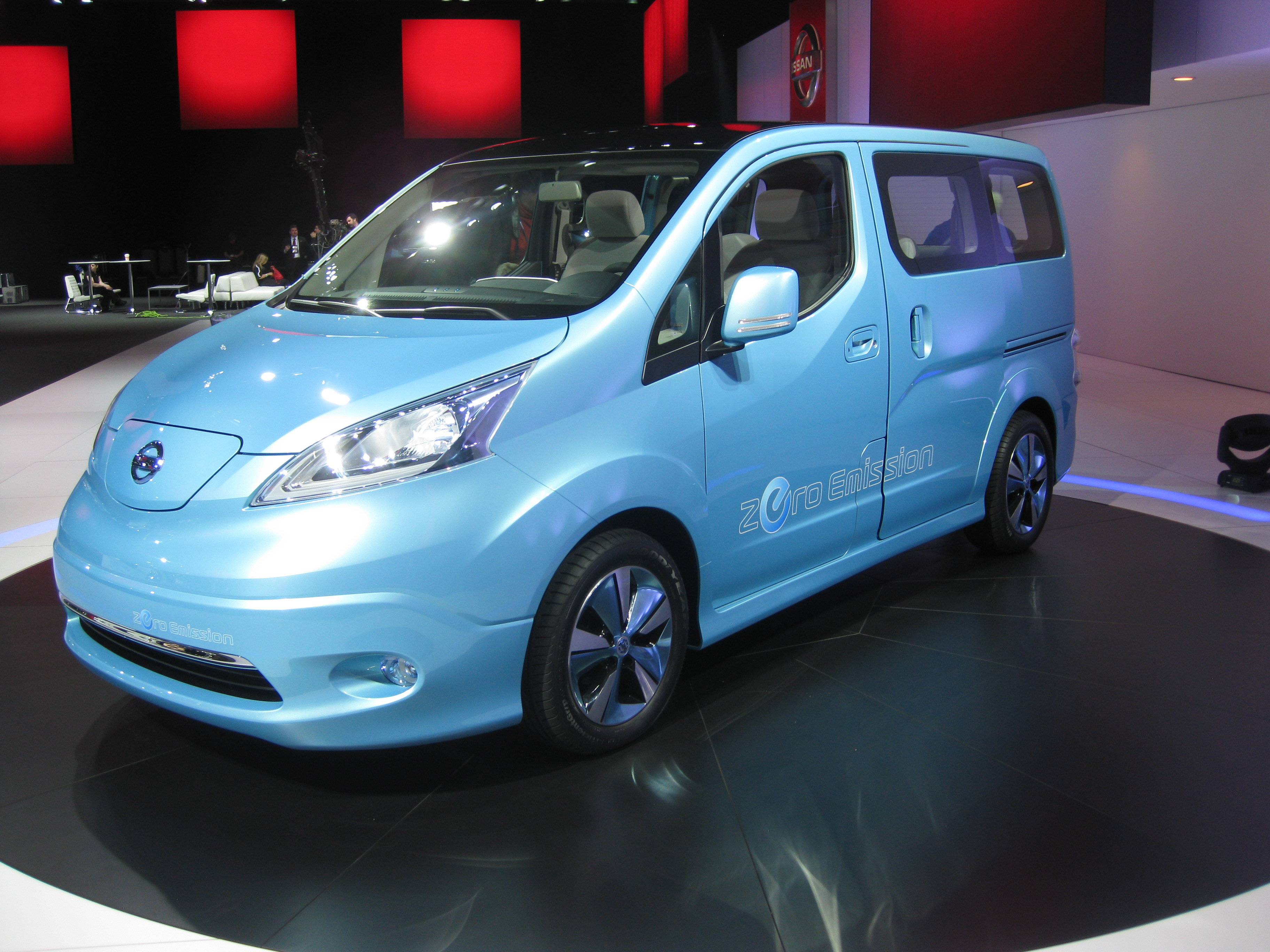
e-NV200コンセプト

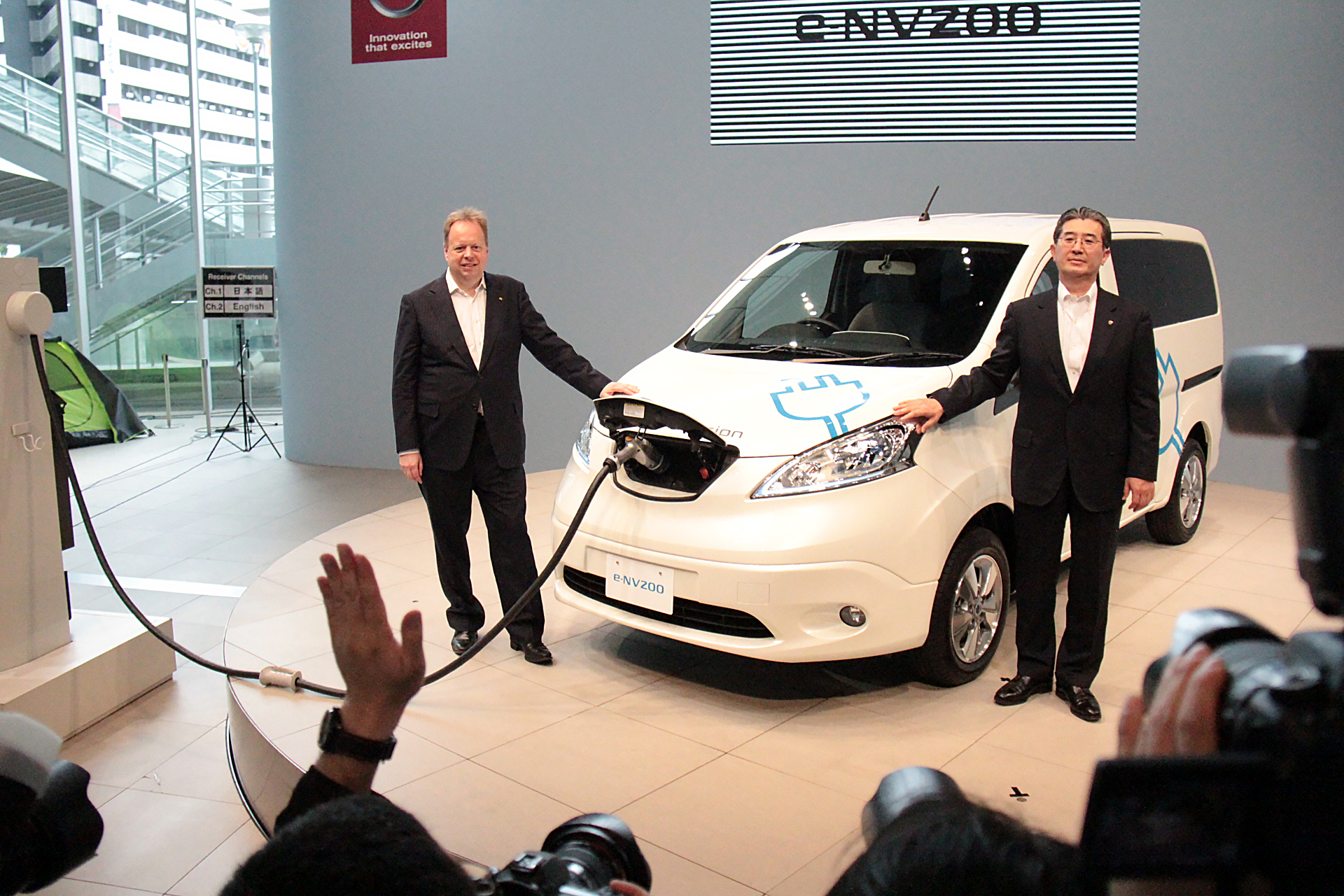
e-NV200の市販車お披露目

2012年1月9日
北米国際自動車ショーにて「e-NV200コンセプト」を発表。電力、動力関係は同社のリーフをベースとしており、前年からFedExの協力を得て、ロンドン市内でデータ取得のためのテストが行われた。
2012年5月15日
NV200をベースにした電気自動車のモニター車をイオンリテールに約1ヶ月間貸与し、首都圏向け「イオンネットスーパー」の配達車両として実証走行を開始。
2014年6月9日
日本で公式発表。
2014年10月30日
日本で販売開始。
2016年6月1日
価格改定を実施。
全グレードにおいて車両本体価格が値下げされ、値下げ幅はバンで336,960円～586,440円、ワゴンで19,440円～183,600円となった。
2018年4月19日
日本で一部改良（仕様向上）が発表された（12月発売予定）。
バッテリーが改良され、容量を40kWhに大容量化（以前は24kWh）、容量の低下抑制や耐久性の向上などで高寿命化されたことで、保証を従来の5年10万kmから8年16万kmへ延長された。
その他、パワープラグとオートライトシステムを全車に、UVカット断熱クリーンガラス（スライドドア、リアサイド、バックドア+スライドサイドウィンドウ(両側)）をバン「GX」にそれぞれ標準装備され、ワゴンはEV専用NissanConnectナビゲーションシステムにおいて、DVD再生機能とミュージックボックス機能の追加などの改良が行われた。
ボディカラーは発売当初より設定されていた「リキッドブルーチタニウムパールメタリック」に替わり、新色の「エクセレントブルーパール」が設定された。
なお、今回の一部改良により、バンの「VXルートバン」・「VX」が廃止された。
2019年10月
日本仕様向けの生産・販売を終了。